# Staffelbach (Erlau)
Der Staffelbach ist ein linker Nebenfluss der Erlau im Bayerischen Wald in Niederbayern.

## Geographie

### Lauf
Der Staffelbach entspringt südwestlich des Rannabergs (891 m ü. NHN) und südsüdöstlich der Stadtmitte der Gemeinde Sonnen in der Gemarkung des Dorfes Oberneureuth auf einer Höhe von 705 m ü. NHN. Nach ca. 400 m fließt ihm auf einer Höhe von 679 m ü. NHN heute ein weiterer, längerer Quellast zu, der auf einer Höhe von 719 m ü. NHN entspringt. Dieser dürfte erst im 19. Jahrhundert durch forstwirtschaftliche Eingriffe entstanden sein; im bayerischen Urkataster aus den 1810er Jahren ist er jedenfalls noch nicht zu finden. Von dort aus fließt der Staffelbach auf etwa dem ersten Drittel seines Laufes in westlicher Richtung durch eine leicht abfallende Talmulde zwischen Oberneureuther Berg (832 m ü. NHN) im Norden sowie Ruhmannsberg (862 m ü. NHN) und später Staffelberg (793 m ü. NHN) im Süden.
Kurz vor der Gemeindegrenze von Hauzenberg speist hierbei zunächst ein Bach von links und allerletzt Südsüdosten den Staffelbach. An der westlichen Grenze des Hauzenberger Weilers Sieglmühle kommt nahe am Haus 1 der Keinzlmühlbach von rechts und allerletzt Nordnordosten hinzu sowie etwa zweihundert Meter nach dem Weiler Sieglmühle ein weiterer Bach von links aus Richtung der Einöde Gemeindewies und allerletzt Südosten.
In dem leicht abfallenden Tal zwischen Sieglmühle und dem Hauzenberger Weiler Grüblmühle windet sich der Staffelbach zunehmend und mäandriert sogar etwas. In diesem Abschnitt speist gegenüber dem Dorf Penzlstadl am rechten Hang der Ruhmannsdorfer Bach von links und allerletzt Südosten, dann gegen Ende des langen anfänglichen Westlaufs nach der Grublmühle ein Bach aus Richtung des Dorfes Raßreuth von rechts und allerletzt Nordosten den Staffelbach.
Zwischen Grüblmühle und der Hammerschmiede des Hauzenberger Ortes Freudensee läuft auf kurzer Strecke die Staatsstraße 2128 neben dem Staffelbach fast parallel, bevor sich dieser in südliche Richtung kehrt. Genau an diesem Richtungswechsel fließt von rechts und allerletzt Nordnordosten durch die  nahe am rechten Ufer liegende Hammerschmiede der Neustiftler Bach zu, der dort eben den zugehörigen, fast 6 ha großen Mühlweiher Freudensee durchlaufen hat.
Mit südsüdwestlicher Laufrichtung durchzieht der Staffelbach nun die östlichen Ausläufer der Stadt Hauzenberg. In diesem Bereich der Stadt und kurz vor der Hauzenberger Eckmühle gibt es einen 1,6 km langen Naturerlebnispfad, dessen zwölf Stationen einladen,  die Natur vor Ort zu erforschen. Weiter bachabwärts folgt der Hauzenberger Stadtpark mit einer Messstelle des Wasserwirtschaftsamts Deggendorf, die den Staffelbach als Gewässertyp 5, also als grobmaterialreichen, silikatischen Mittelgebirgsbach ausweist.
Am südöstlichen Stadtrand von Hauzenberg quert die Staatsstraße St 2320 über eine Brücke den Staffelbach, bevor dieser erneut in westliche und nach ein paar Richtungswechseln in südwestliche Richtungen weiter fließt. In diesem Abschnitt speist ein ca. 0,6 km langer Bach von links und allerletzt Südost den Staffelbach auf einem Bachniveau von nunmehr 462 m ü. NHN.
Nach der Danglmühle in Hauzenberg folgt ein südwärts gerichteter Bogen, nach dem der Staffelbach in einem zunehmend schmaleren und tieferen, bewaldeten Tal zunächst wieder westliche Richtung nimmt und aus Richtung des Dorfes Weiherreuth von rechts und allerletzt Nordwesten das Sandbächlein mündet. Etwa 100 Meter abwärts wird der Staffelbach durch ein kleines Wehr aufgestaut. Der Staffelbach fließt von hier an mehr und mehr südwestlich durch ein bewaldetes Kerbtal. Zwischen dem Dorf Oberholz und dem Weiler Loifing auf den beiden Talrandhöhen treibt er ein kleines Wasserkraftwerk an.
Im Bereich des Weilers Neumühle anderthalb Kilometer weiter talabwärts fließen dem Staffelbach von links zwei weitere Bäche zu, der erste von allerletzt Osten ca. 200 Meter vor dem Weiler, der zweite mündet im Weiler selbst bei Haus Nr. 4 von allerletzt Südosten. Etwa 300 m bachabwärts von Neumühle passiert der Staffelbach eine Kläranlage, bevor weiter südwestlich zwei noch stehende Talbrücken der stillgelegten Bahnstrecke Passau-Voglau–Hauzenberg den Bach queren. Gleich nach der zweiten speist ein von der linken Hochfläche kommender, nördlich des Dorfes Windpassing entspringender Bach von allerletzt Ostnordosten den Staffelbach. Wenig danach quert eine landwirtschaftliche Furt den Staffelbach, bevor dieser nach einem weiteren Bogen in zuletzt südlicher Richtung gen Weiler Kaindlmühle läuft. Kurz unterhalb dieses untersten Mühlplatzes am Lauf fließt ein letzter Bach von links und allerletzt Südosten zu.
Südlich von Kaindlmühle überquert zunächst die stillgelegte Bahnstrecke Passau-Voglau–Hauzenberg auf einer Brücke und ca. 90 m später die Kreisstraße PA 40 über einer Verrohrung den Staffelbach, bevor dieser weitere 40 m später von links und zu allerletzt Nordnordwesten in die Erlau einmündet.
Der Staffelbach hat eine Gesamtlänge von 16 km und basierend auf den Höhenangaben von Ursprung und Mündung ein durchschnittliches Gefälle von 23 ‰.

### Zuflüsse
Von der Quelle zur Mündung. Auswahl.
Ursprung des Staffelbachs auf ca. 719 m ü. NHN am Zusammenfluss zweier ca. 400 m langer Gräben südöstlich des Ortes Schauberg auf der Oberneureuther Teilgemarkung der Gemeinde Sonnen. Der Staffelbach fließt danach in fortlaufend wechselnden Richtungen meist zwischen Westen und Süden.
- Bach, von links und Südsüdosten kurz vor dem Hauzenberger Weiler Sieglmühle
- Keinzlmühlbach, von rechts und Nordnordosten im Weiler Sieglmühle
- Bach, von links und Südosten kurz nach Sieglmühle
- Ruhmannsdorfer Bach, von links und Südosten südlich des an den Talhängen stehenden Hauzenberger Dorfes Penzenstadl
- Bach, von rechts und Nordosten südlich des Hauzenberger Dorfes Raßreuth
- Neustiftler Bach, von rechts und Nordnordosten am Weiler Hammerschmiede; hat zuvor den Freudensee durchlaufen
- Bach, von links und Südosten, kurz nachdem die Staatsstraße St 2120 den Staffelbach quert
- Sandbächlein, von rechts und Nordwesten aus Richtung des Dorfes Weiherreuth
- Bach, von links und Südosten kurz vor dem Hauzenberger Weiler Neumühle
- Bach, von links und Osten im Weiler Neumühle
- Bach, von links und Ostnordosten unterhalb der zweiten Bahnbrücke der stillgelegten Bahnstrecke Passau-Voglau–Hauzenberg und nordwestlich des Hauzenberger Dorfes Haag
- Bach, von links und Südosten unterhalb des Hauzenberger Weilers Kaindlmühle

Mündung des Staffelbachs auf ca. 347 m ü. NHN ca. 40 m südlich der Kreisstraße PA 40 beim Weiler Kaindlmühle der Gemeinde Hauzenberg von links und zuallerletzt Nordnordwesten in die Erlau.

## Verkehr
Westlich des Weilers Haidensäg tritt die Kreisstraße PA 45 von Osten in das hier eher flache Tal zwischen Oberneureuther Berg und Staffelberg. Bevor sie sich beim Hauzenberger Ort Krinning mit der Staatsstraße 2128 aus Norden vereinigt, überquert sie im Weiler Sieglmühle den Staffelbach. Die Staatsstraße 2128 verläuft ab Krinning in westlicher Richtung und zunehmend parallel zum Staffelbach, ohne ihn zu kreuzen. Außerdem queren am südöstlichen Stadtrand von Hauzenberg die Staatsstraße 2120 und kurz vor der Mündung in die Erlau die Kreisstraße PA 40 den Staffelbach.

## Sehenswürdigkeiten
- Der dicht am Oberlauf gelegene Freudensee bietet mit seinem 1,65 km langen Rundweg eine beliebte Trainingsstrecke für Jogger und mit seinem 12,8 ha großen Naturschutzgebiet ein beliebtes Ausflugsziel für Spaziergänger.
- Im Stadtgebiet von Hauzenberg lässt der 1,6 km lange. kinderwagentaugliche Naturerlebnispfad Natur hautnah erleben.